# 奧利奧
奧利奧（英語：Oreo），是1912年億滋國際旗下的餅乾品牌納貝斯克（Nabisco）所創製的一種饼干，其銷量在同類產品中位居第一。
Oreo的華文宣傳口號，在台灣是「轉一轉，舔一舔，泡一泡」，在中國大陸是「扭一扭，舔一舔，泡一泡」，在香港是「擰一擰、舔一舔、浸一浸」

## 名字來源
有關Oreo曲奇名字的意思有多个说法，有指「Or」在法文中有黃金的意思，因Oreo早期的包裝是金色的；另一種說法則指源自希臘文「Oros」，解作山丘，因為原本的Oreo是土堆形的，加上希臘文「Oreos」解作美麗的意思。
另外亦有人指「re」指中間的忌廉（cream），而兩個「O」則表示外面兩層的朱古力曲奇。
也一些人认为，奥利奥的名字来自英语，是“白心黑仁”的意思。

## 历史

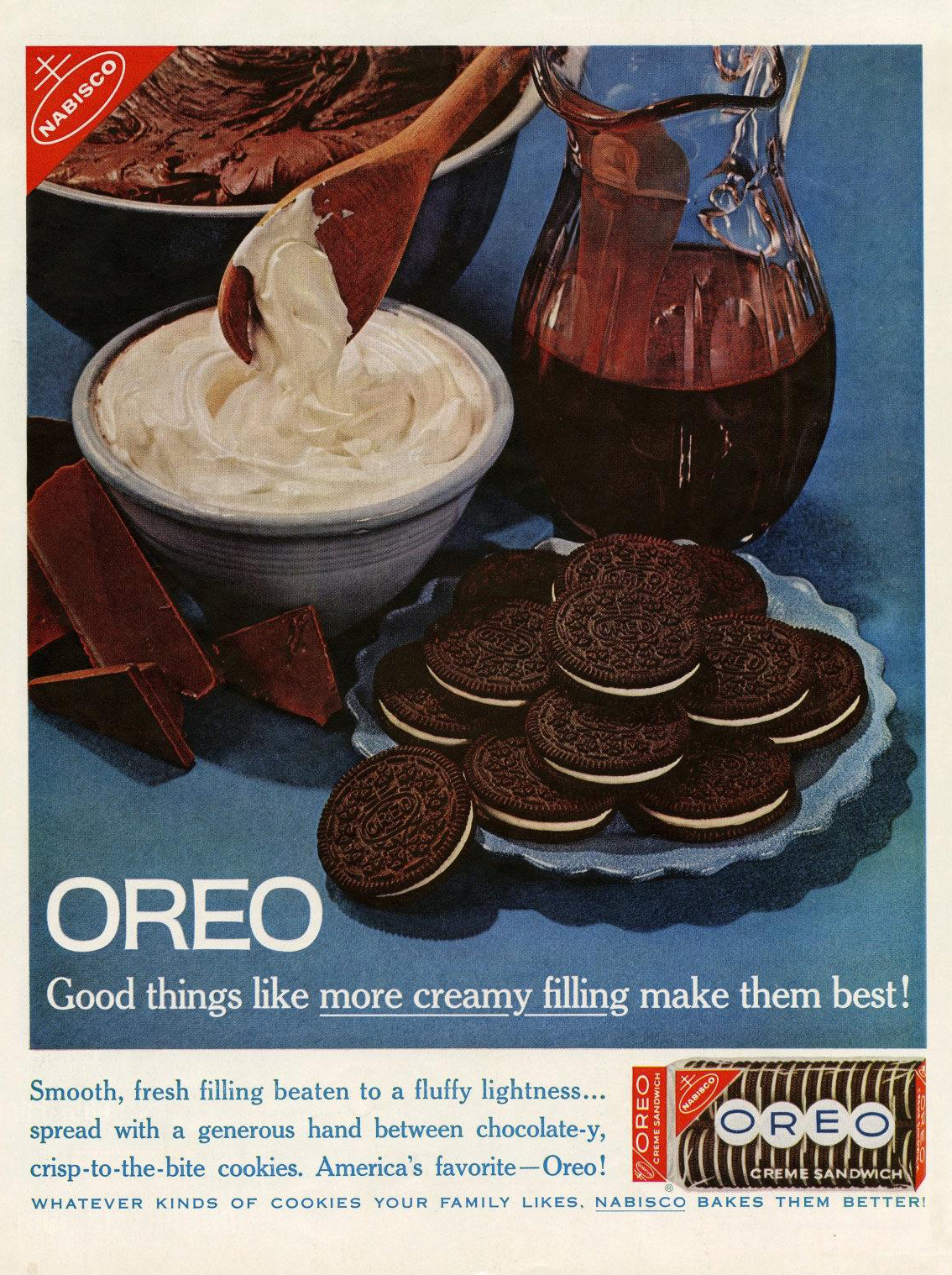
1961年的奥利奥广告

最初生产的Oreo饼干，主要是向英国裔人士銷售的，因為納貝斯克公司認為他們的餅乾過於「傳統」。原本Oreo是土堆型狀的，分檸檬調合蛋白和奶油兩種口味，以30美分一磅的價錢向顧客出售，並以玻璃樽盛載，讓顧客能看見Oreo餅乾。直到1916年，Oreo餅乾更換了新的設計。1920年代，由於忌廉口味較受歡迎，納貝斯克公司停止了檸檬調合蛋白口味的生產。
現今的Oreo曲奇，是由美國人威廉·图奈尔（William A Turnier）於1952年引入的，在曲奇上印有納貝斯克公司的標誌。
1975年，納貝斯克公司開始推出不同款式和口味的Oreo餅乾，而首款Oreo的變款就是Double Stuf Oreo。
奥利奥于1996年进入中国市场，在中国，它已经发展成为具影响力的、成功的饼干领导品牌。

## 模仿品
明顯地，澳丽澳、粤利粤、奥得利等是中國的奧利奧冒牌貨奧利奧在1912年模仿Hydrox的問題也常被提出來作為對比。

## 產品種類
現時於美國出售的Oreo產品大約有45種：
- Oreo威化：被巧克力覆蓋的威化餅乾條，以忌廉作為夾心。
- 金色奧利奧巧克力夹心口味（在2007年前稱作Uh-Oh Oreo）：香草口味的威化餅乾，以巧克力口味的忌廉作為夾心。
- 金色奧利奧：香草口味的威化餅乾，以香草口味的忌廉作為夾心。
- Mini Oreo：比普通奧利奧餅乾體積較小。
- Oreo Thins : 比普通奧利奧餅乾較扁。
- 奥利奥美味双心口味：在1987年出現，巧克力餅乾與兩種口味的夾心，它們是牛油與巧克力、薄荷與忌廉和咖啡與忌廉。類似Double Stuf Oreo
- 奥利奥双倍装：在1975年出現，忌廉含量是普通奧利奧餅乾的兩倍。
- Big Stuf Oreo：在1985年出現，體積是普通奧利奧餅乾的幾倍，獨立售賣，每塊含有316卡路里和13克脂肪，在1991年停止售賣。
- 奥利奥奶糖口味：覆蓋在一層牛奶糖中。
- 奥利奥牛奶巧克力味：覆蓋在一層巧克力中。
- 奥利奥100卡路里装：一種六角形的、沒有夾心的巧克力餅乾。
- Grinch Oreo：為了推廣主題電影（英语：How the Grinch Stole Christmas (film)）而出現的限量版版本。
- 奥利奥巧克力夹心蛋糕：由兩塊巧克力蛋糕和夾在中間的忌廉組成，忌廉的口味有香草和巧克力兩種。
- 奥利奥香蕉口味：它的夾心是黃色的香蕉口味忌廉。[5]其中五至六種有在香港出售。
- 奥利奥生日蛋糕口味：卡夫为100周年纪念推出的特别口味。

## 相关

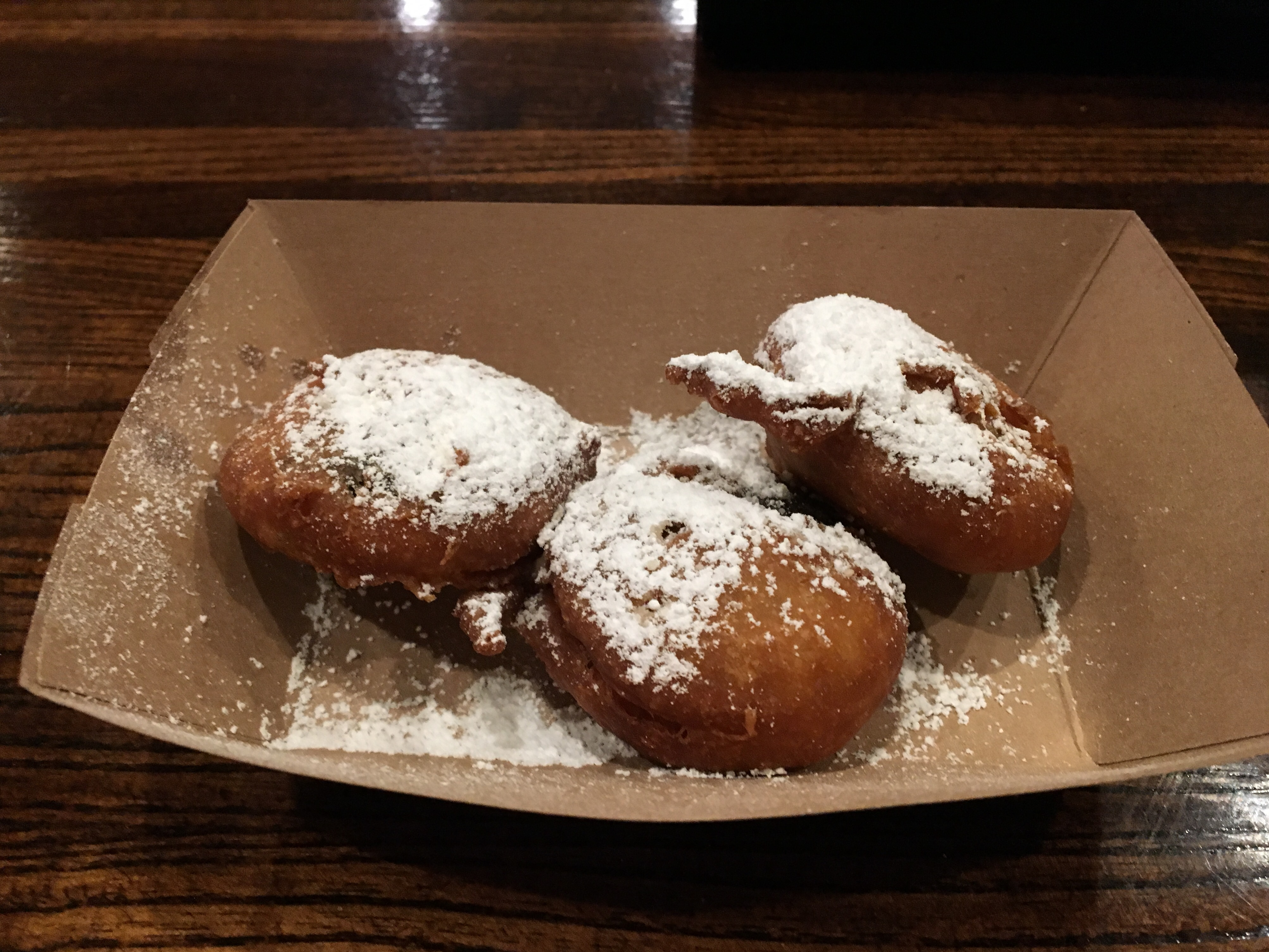
美国费城一家餐厅的油炸奥利奥

2017年8月，Google將Android 8.0作業系統命名為"Android Oreo"。
2020年10月，納貝斯克曾搞過一個宣傳噱頭，聲稱為了因應小行星撞擊，他們建設了納貝斯克全球奧利奧庫以保存奧利奧的配方。